# Euphorbia didiereoides
Euphorbia didiereoides är en törelväxtart som beskrevs av Marcel Denis och Jacques Désiré Leandri. Euphorbia didiereoides ingår i släktet törlar, och familjen törelväxter. IUCN kategoriserar arten globalt som starkt hotad. Inga underarter finns listade i Catalogue of Life.

## Bildgalleri

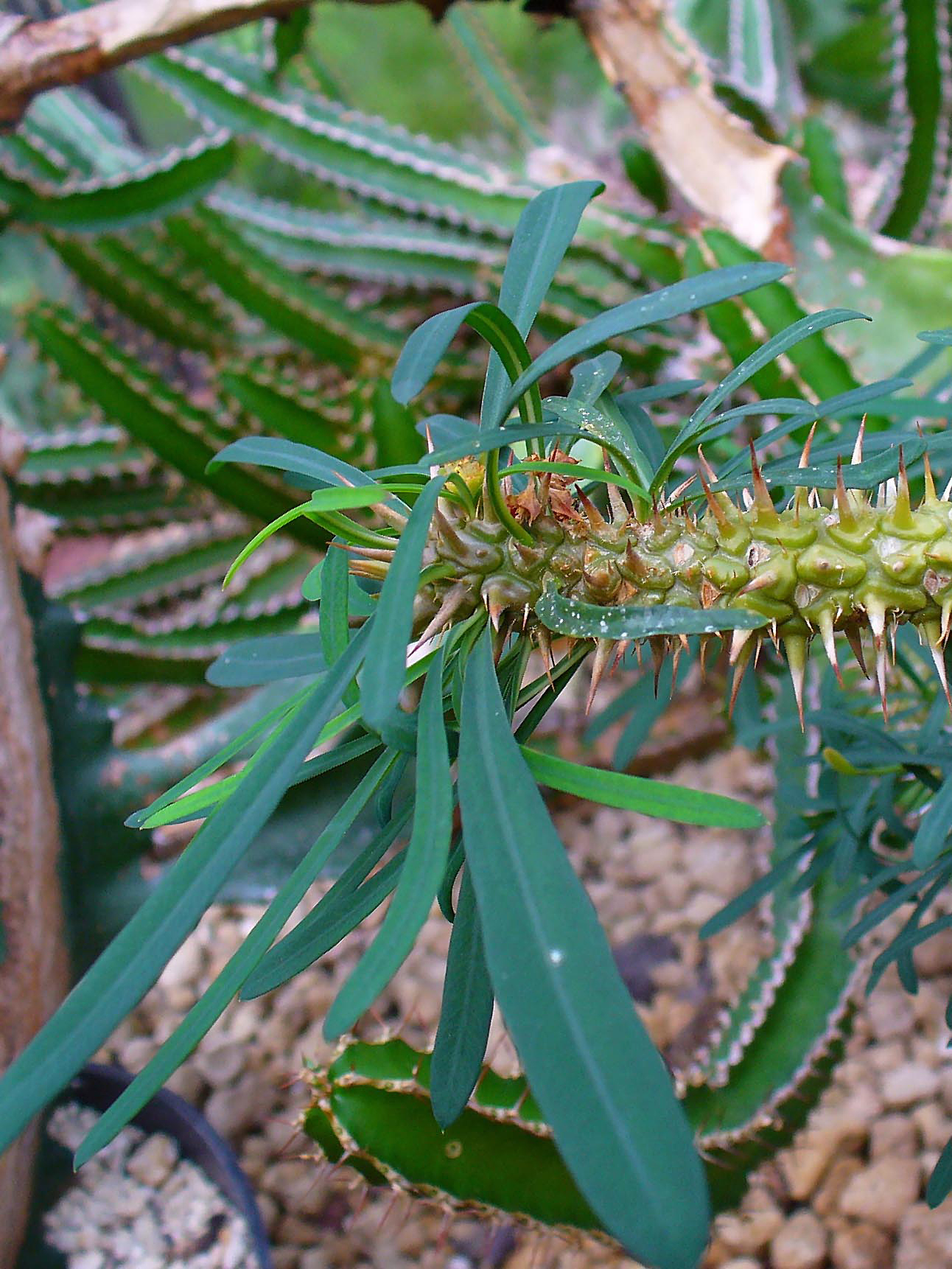
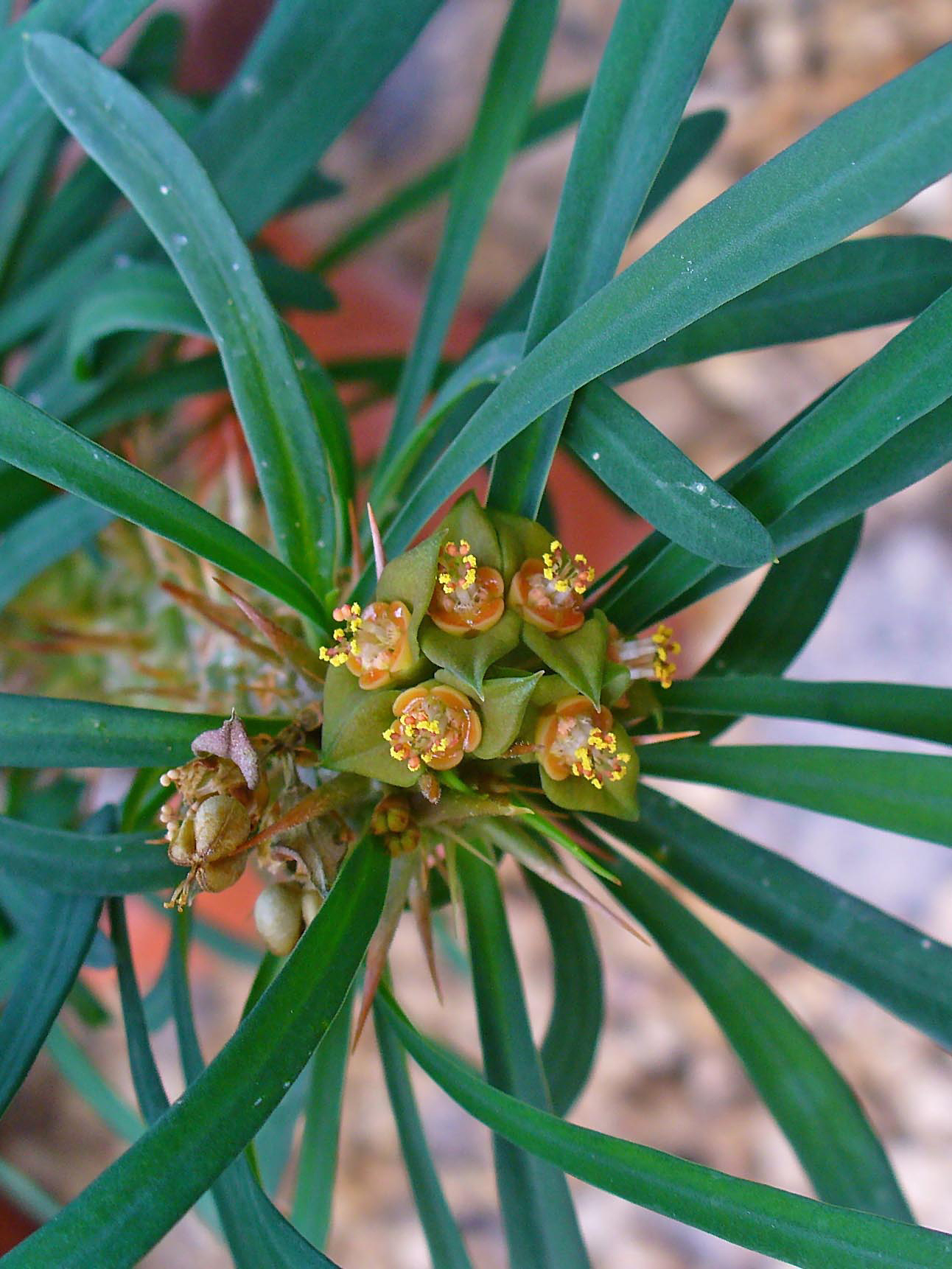
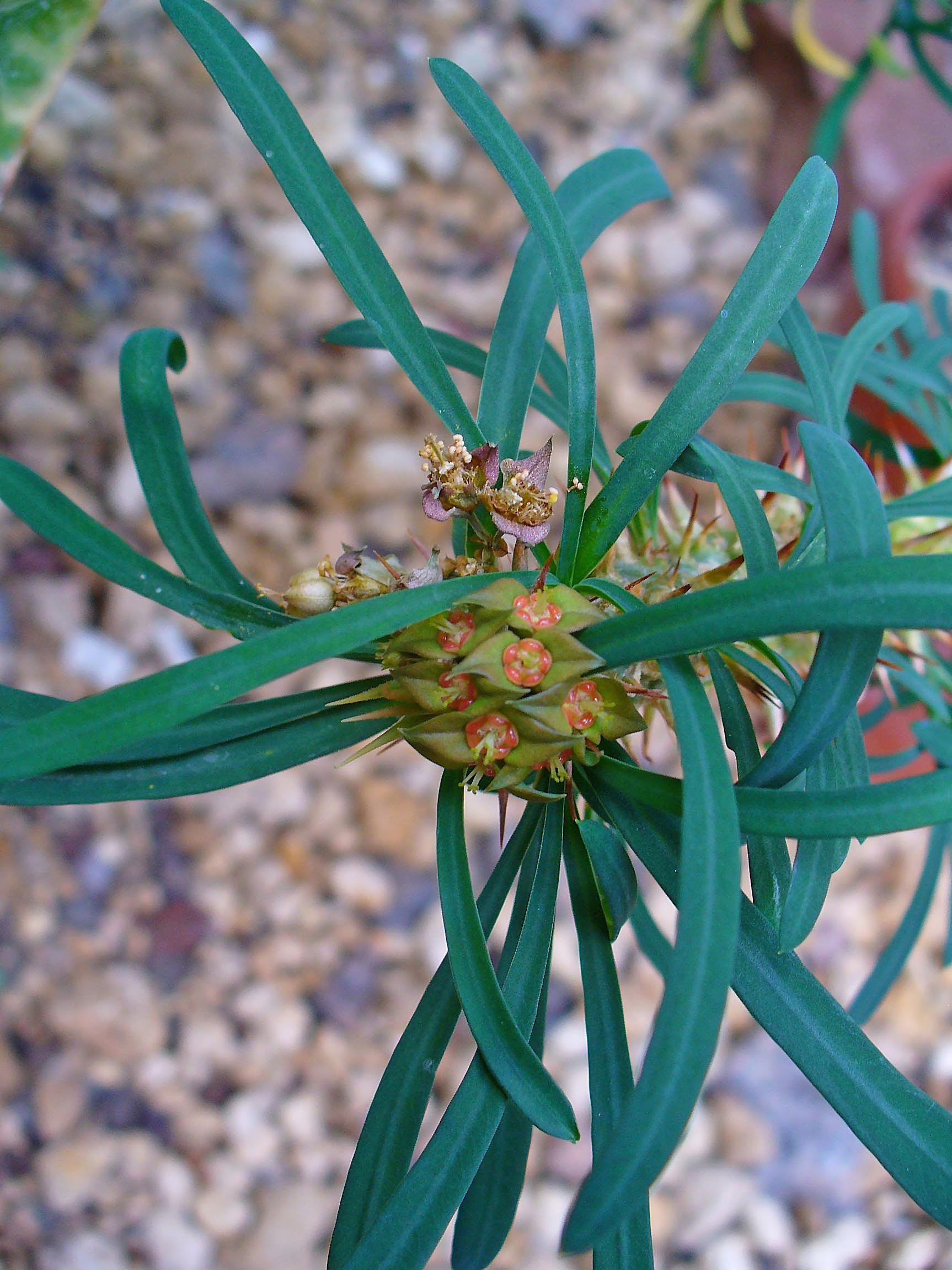
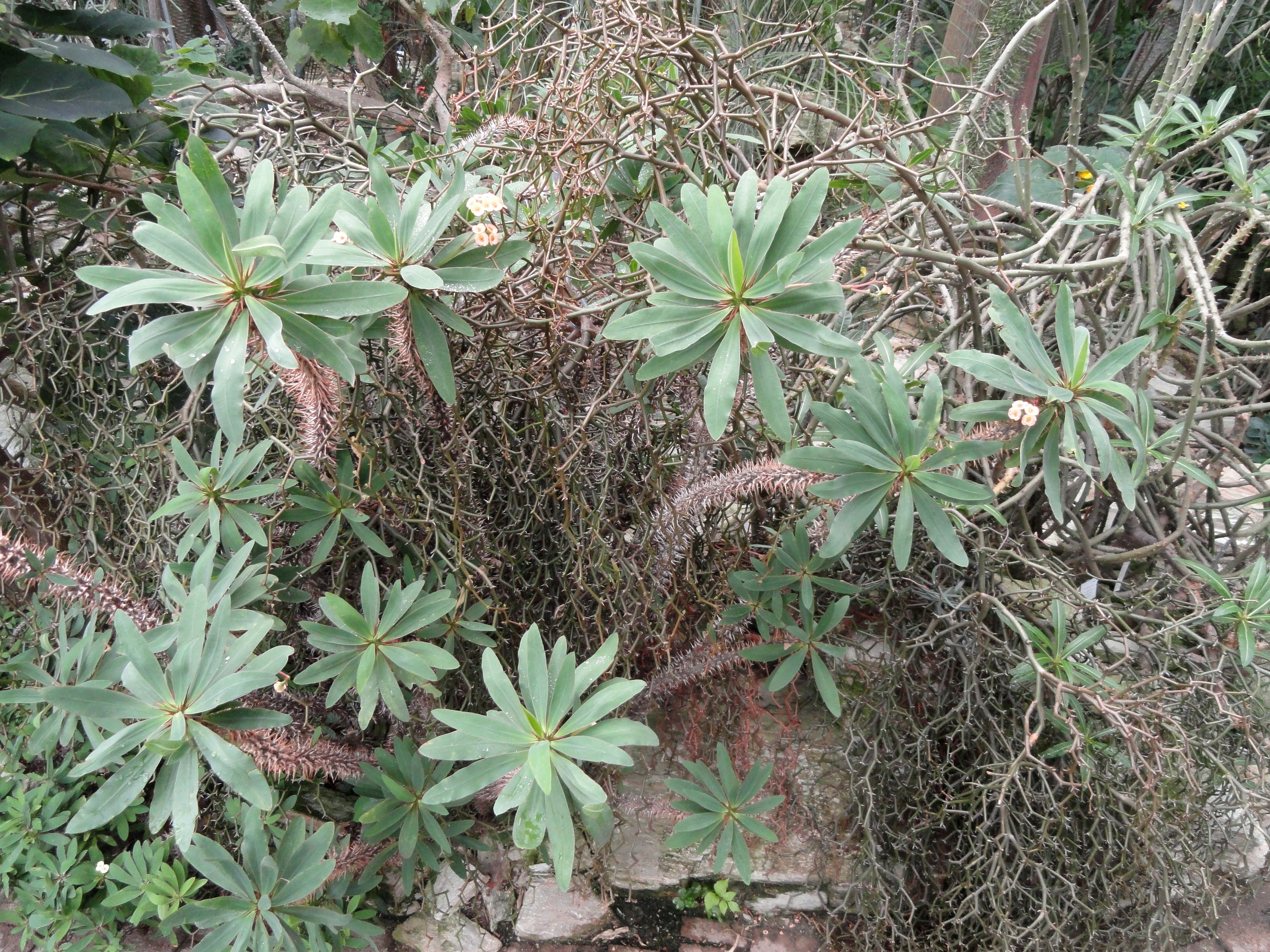
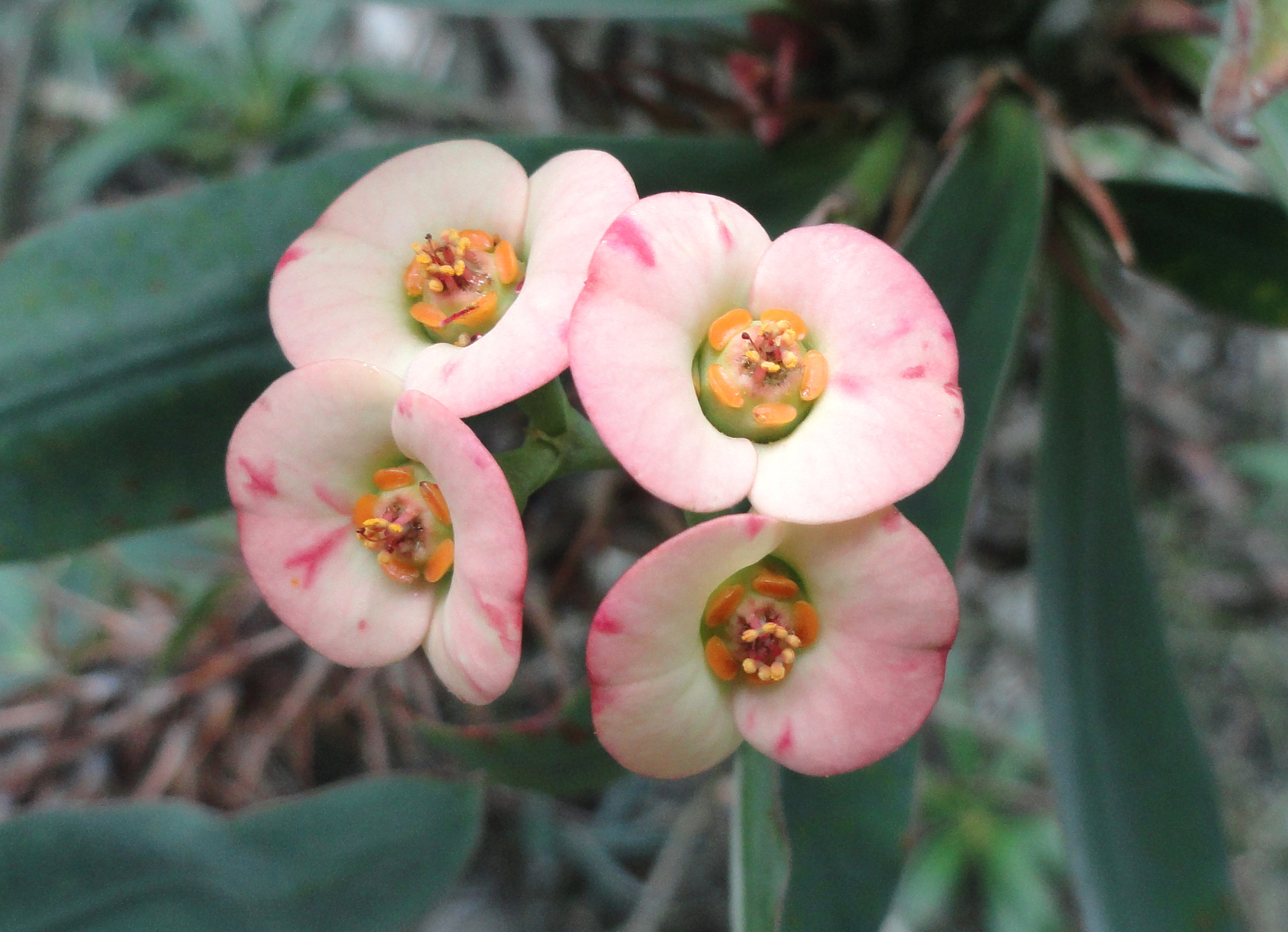
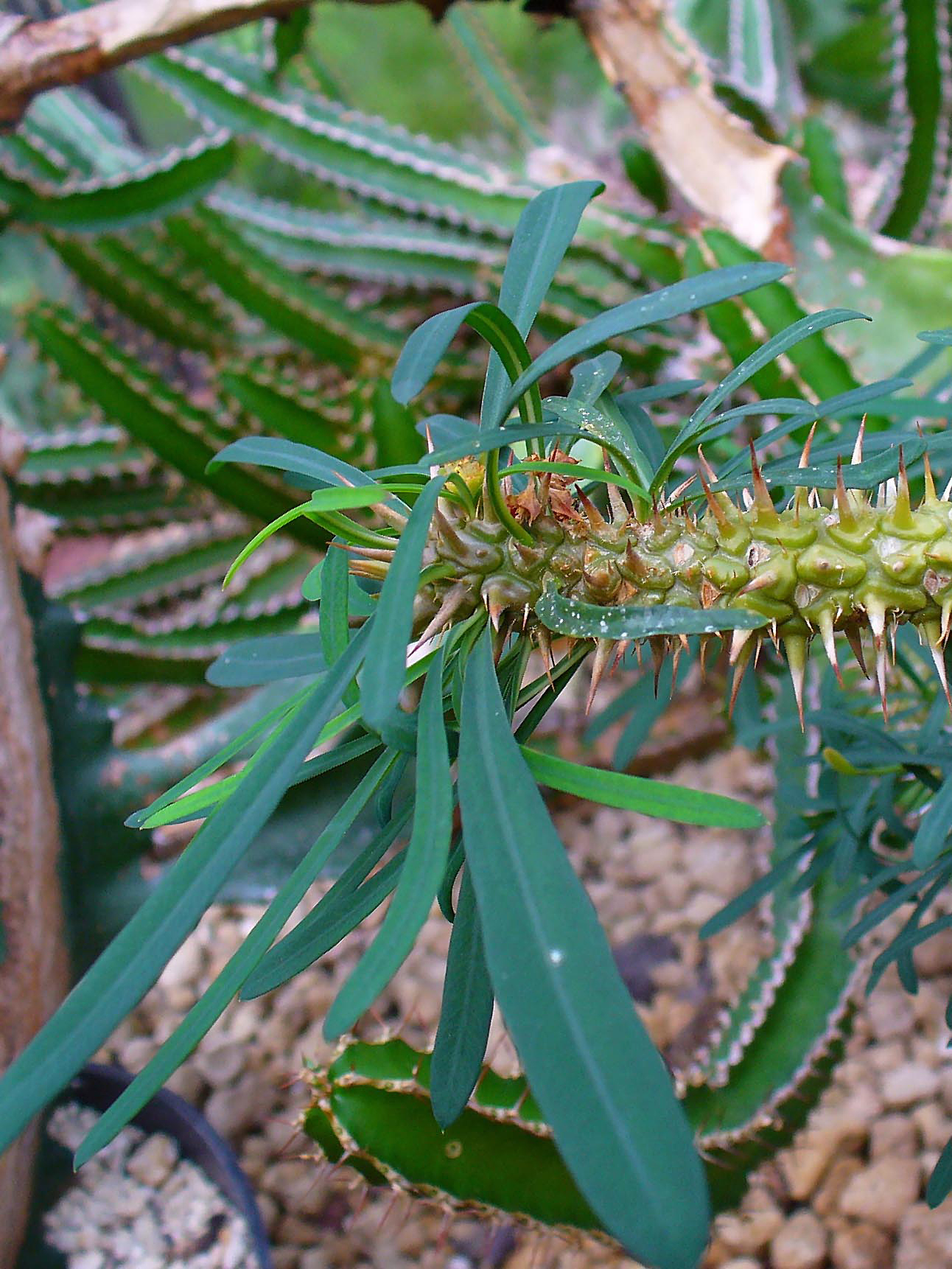